# Павенза (герб)
Павенза (пол. Pawęza, Herburt V, Pawęża) — польский дворянский герб.

## Описание
Состоит из трех мечей, пронзающих остриями положенный в красном поле шар. Рукоятки их, имеющие вид крестов, расходятся в три стороны. Между двумя верхними мечами виден крест. На шлеме пять страусовых перьев. Ср. Гербурт.
Герб Гербурт 2 (употребляют: Модзелевские) внесен в Часть 2 Гербовника дворянских родов Царства Польского, стр. 130.

## Герб используют
Guzikowski, Koziełło, Kozrogowicz, Mierzewski, Mirzewski, Modrzejewski, Modrzejowski, Модзалевские (Modzalewski, Modzelewski), Nycz, Pawęzki, Pawęzowski, Powęski, Skarbek, Skarga, Udnowski, Worona, Вороничи (Woronicz), Woronin, Woronowicz, Zawisza
Модзелевские, фамилия многочисленная в прежней Закрочимской Земле. Войтех Модзелевский, в 1756 году был владельцем имения Слончево-Дзики с принадлежностями.